# Bayard (New Mexico)
Bayard is een plaats (city) in de Amerikaanse staat New Mexico, en valt bestuurlijk gezien onder Grant County.

## Demografie
Bij de volkstelling in 2000 werd het aantal inwoners vastgesteld op 2534.
In 2006 is het aantal inwoners door het United States Census Bureau geschat op 2394, een daling van 140 (-5,5%).

## Geografie
Volgens het United States Census Bureau beslaat de plaats een oppervlakte van
2,3 km², geheel bestaande uit land.

## Plaatsen in de nabije omgeving
De onderstaande figuur toont nabijgelegen plaatsen in een straal van 68 km rond Bayard.